# 凯尔盖朗群岛
凯尔盖朗群岛（法語：（通用），Archipel des Kerguelen（官方称呼） ，發音：[kɛʁɡelɛn]），为印度洋南部的一个群岛，属于法国海外领地法属南部和南极领地管辖，主要居民点（首府）为法兰西港。除了主岛大地岛外，主要島嶼还包括有福煦島、圣拉娜-格拉蒙岛等，总面积7,215平方公里，被300多个小岛屿环绕，其中主岛Grande Terre面积6,675平方公里。群岛位于两千万年前沉没的大陆（凯尔盖朗海台）顶端、无人居住的赫德岛和麦克唐纳群岛西北450公里，距离马达加斯加岛超过3,300公里；周围的海域波涛汹涌，常年不冻。在澳大利亚和印度都发现了与凯尔盖朗类似的沉积岩，表明它们曾经是连接在一起的陆地。群岛属寒带苔原气候，一月和二月是最热的时期，但气温也低于10度，岛上经常被积雪覆盖，西部有最大的冰川，面积403平方千米。在过去几十年间由于全球变暖许多冰川已永久退缩，一些小的甚至已经消失。
群岛在1772年2月12日被法国探险家伊夫·凯尔盖朗-特雷马雷克发现，1776年，英国探险家詹姆斯·库克再次来到该岛，并以凯尔盖朗之名为其命名。由于岛上一片荒凉，库克为其取别名“荒野之岛”（Desolation Island）。
群岛上雖然沒有永久居民，但法國方面在此處編制了45至100位科學家與工程師從事研究工作；岛上没有机场，一切和外界的运输均需要通过海运完成。

## 历史
凯尔盖朗首次出现在1754年菲利普·布歇（Phillippe Buache）的地图“南回归线与南极点之间的南方群岛地图，其中可能看到1739年好望角以南的地理发现”之中。在这幅地图中，群岛被称为“Ile de Nachtegal”，这个名字可能来自阿贝尔·塔斯曼的船只“De Zeeuwsche Nachtegaal”。在布歇的地图上，群岛位于南纬43度，东经72度，比群岛主岛Grande Terre的实际位置约偏北6度，偏东2度。

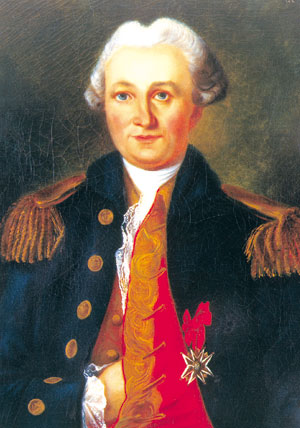
法国探险家伊夫·凯尔盖朗-特雷马雷克，群岛的发现者

通常认为，凯尔盖朗群岛于1772年2月12日被法国航海家伊夫·凯尔盖朗-特雷马雷克发现，第二天，Charles de Boisguehenneuc登陆岛屿，并宣布法国对岛屿的主权。1773年，Yves de Kerguelen组织了针对凯尔盖朗群岛的第二次探险，并于同年12月到达。1774年1月6日，Kerguelen命令他的大副Henri Pascal de Rochegude在这里留下信息，告知此后经过的人，法国拥有此地的主权。此后，一些人在各自的探险活动中来到了凯尔盖朗群岛，其中包括1776年12月詹姆斯·库克在他的第三次航海中的造访。
在这些早期的探险活动后不久，捕鲸人和猎海豹人（多为英国人，美国人和挪威人）开始定期造访这里，捕猎栖息于附近区域的鲸鱼和海豹，导致一些物种一度濒临灭绝，包括18世纪的海狗和19世纪的象海豹。此后，由于捕猎量的减少，这些物种的种群数量又开始恢复。
1800年，英国货船Hillsborough在群岛附近海域捕猎海豹和鲸鱼。在此期间，船长罗伯特·罗德制作了描述群岛信息的表格。

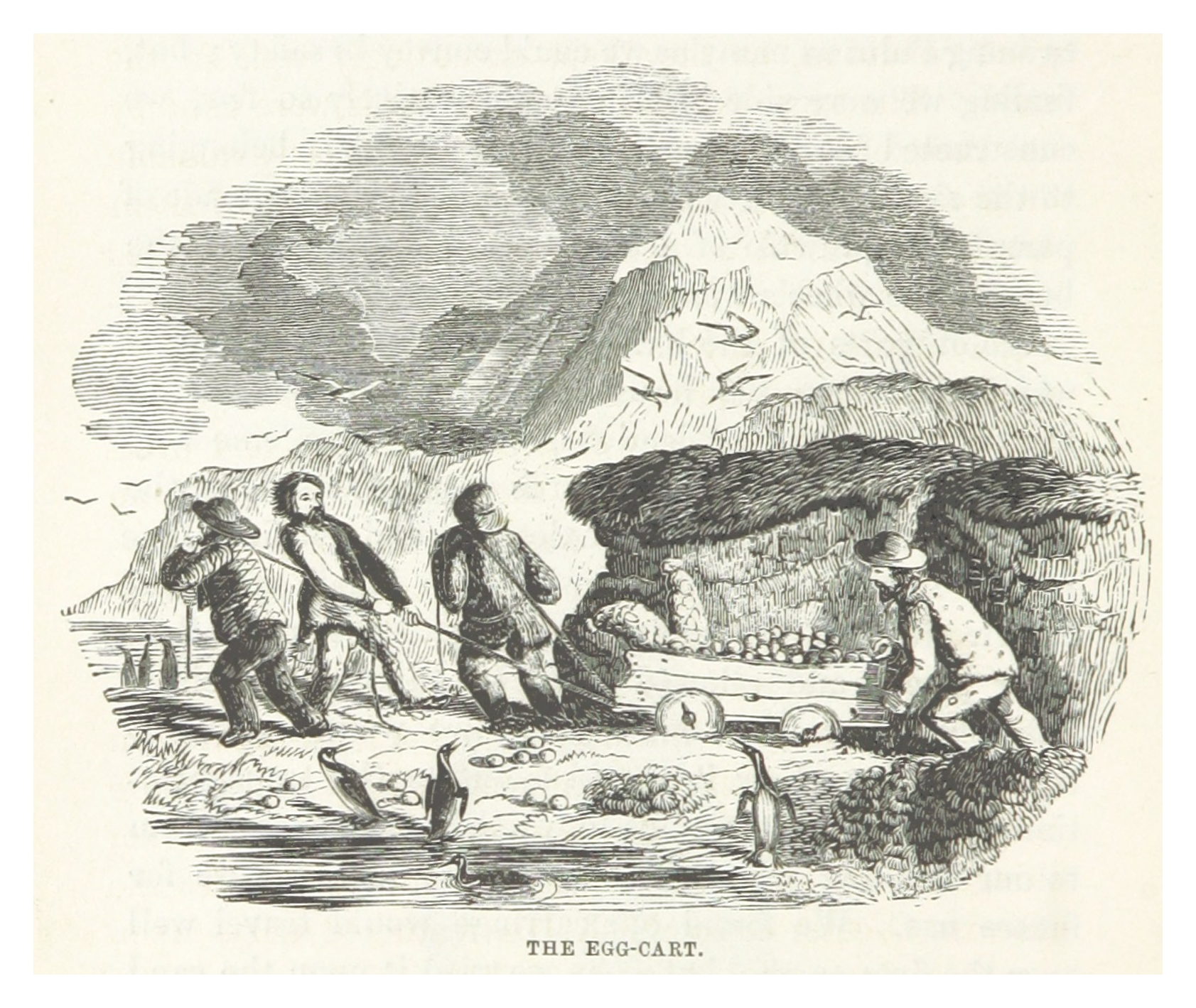
John Nunn所著书籍中的插画，描绘了他和三名船员受困于凯尔盖朗群岛期间的生活。

1825年，英国海豹猎人John Nunn和三名“喜爱号”船只的船员在凯尔盖朗群岛遭遇海难，之后被困在岛上。直到1827年，他们被亚历山大·迪斯坦特在捕猎活动中发现并救出。
1840年的罗斯探险（Ross expedition）完成了对群岛全部基本信息的调查工作。
为观测1874年的金星凌日，英国皇家天文学会的乔治·比德尔·艾里组织了去往世界不同地区的五次远征活动，其中三次的目的地都是凯尔盖朗群岛。牧师史蒂芬·约瑟夫·佩里率领英国远征队来到群岛，并在天文台海湾设置了他的主观测站。另外，桑姆威尔·古德里奇和塞利尔·科贝特分别在拇指峰（49°30′47.3″S 70°10′18.1″E / 49.513139°S 70.171694°E）和供应海湾（49°30′47.3″S 69°46′13.2″E / 49.513139°S 69.770333°E）设置了辅助观测站。在1874至1875年，德国和美国远征队也来到这里观测金星凌日。1902至1903年，由埃里希·冯·德里加尔斯基率领的德国南极探险队同样使用了天文台海湾。2007年1月，人们对这一区域的遗迹进行了考古发掘。
1877年，法国人开始在群岛进行采煤活动，但相关活动很快便结束了。

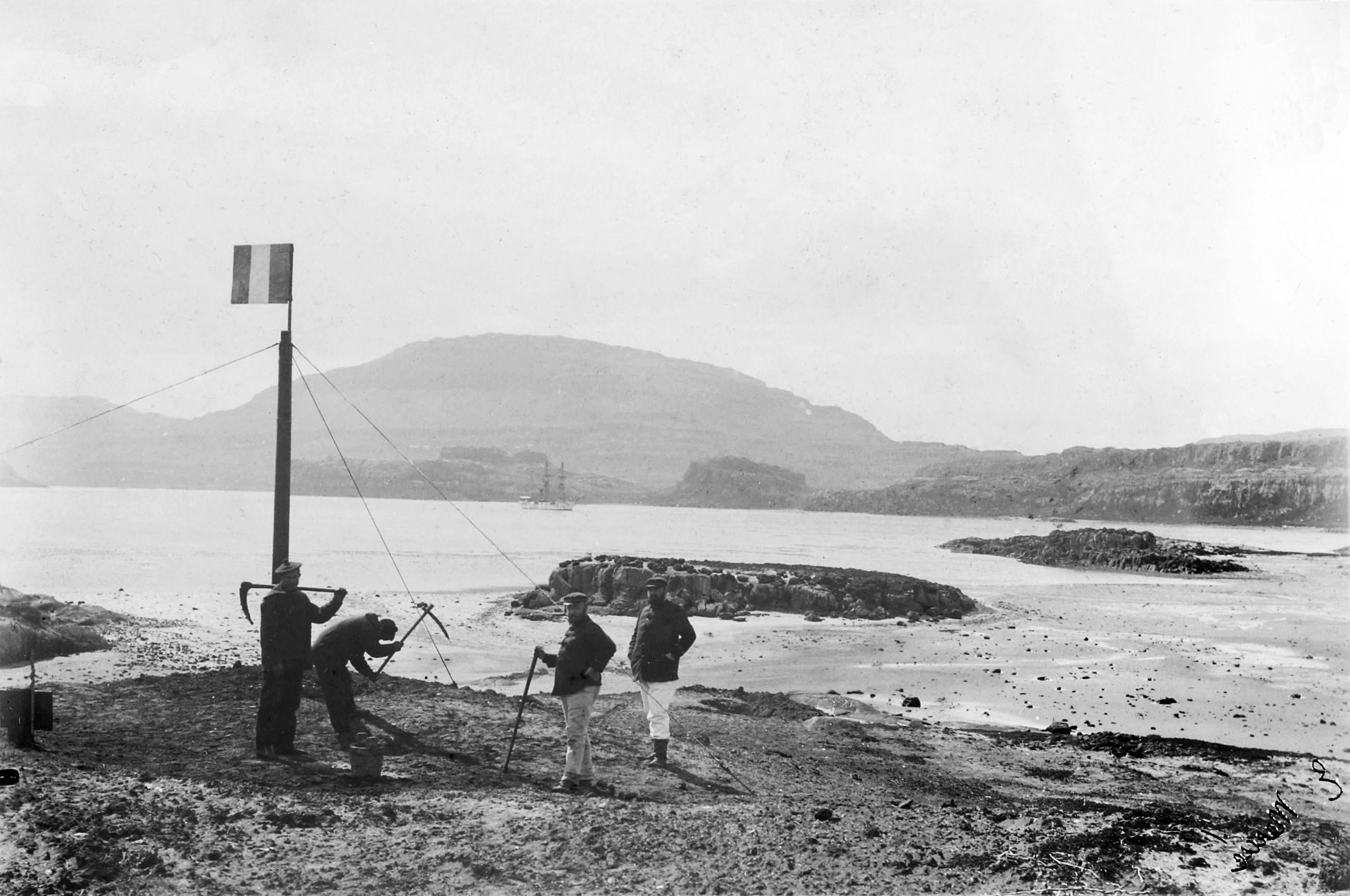
1893年1月8日，法国水手在岛上正式宣布法国对凯尔盖朗群岛的主权

1893年，法国政府宣布吞并凯尔盖朗群岛，阿姆斯特丹和圣保罗群岛，以及克罗泽群岛。1924年，法国对相关地区的主权被写入宪法。
1940年12月，德国伪装巡洋舰亚特兰蒂斯号在凯尔盖朗群岛停留，以便船员补充淡水储备并进行维护工作。在此期间，舰上水手伯纳德·赫尔曼在为舰身刷漆时坠落而死，成为舰上第一个死去的人。他的埋葬地点被称为二战中“最南端的德军坟墓”。
从1950年开始，凯尔盖朗群岛被科学研究团队所占领。群岛上的总人口数在50至100之间波动。岛上还建设有法国卫星追踪站。
在1955年之前，群岛属于法属马达加斯加殖民地的一部分，而在这一年，随着行政区划的调整，群岛被划入法属南部和南极领地。

## 主岛 Grande Terre
凯尔盖朗群岛的主岛名为La Grande Terre，东西长约150公里，南北宽约120公里。

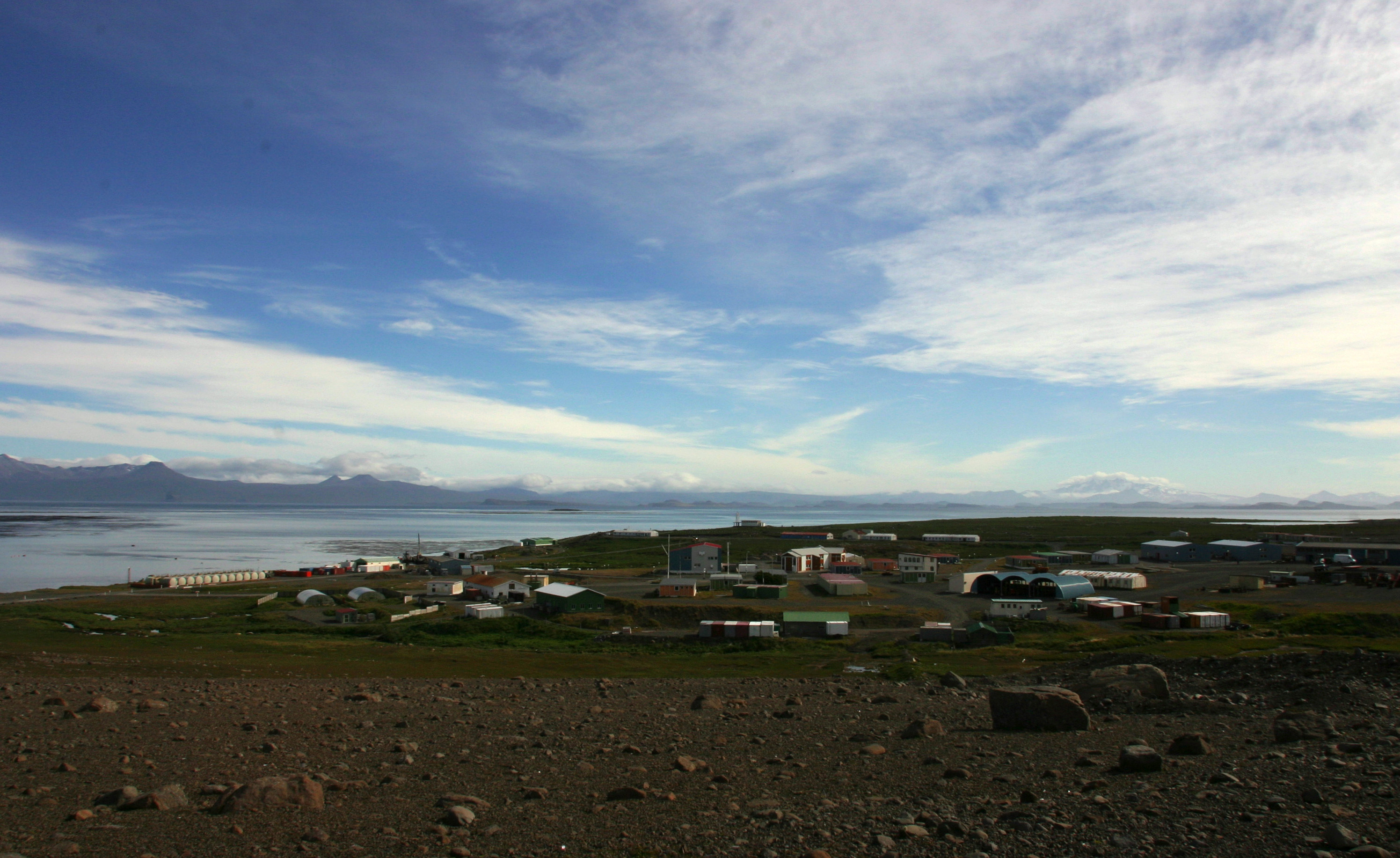
法兰西港

岛上的主要人类聚居地法兰西港位于岛屿东边的莫比汉湾沿岸，坐标为49°21′S 70°13′E / 49.350°S 70.217°E。当地设施包括科学研究建筑、科研人员宿舍、一所医院、一所图书馆、一个体育馆、一个酒吧和一座名为Notre-Dame des Vents（意为“我们的风之女士”）的小教堂。

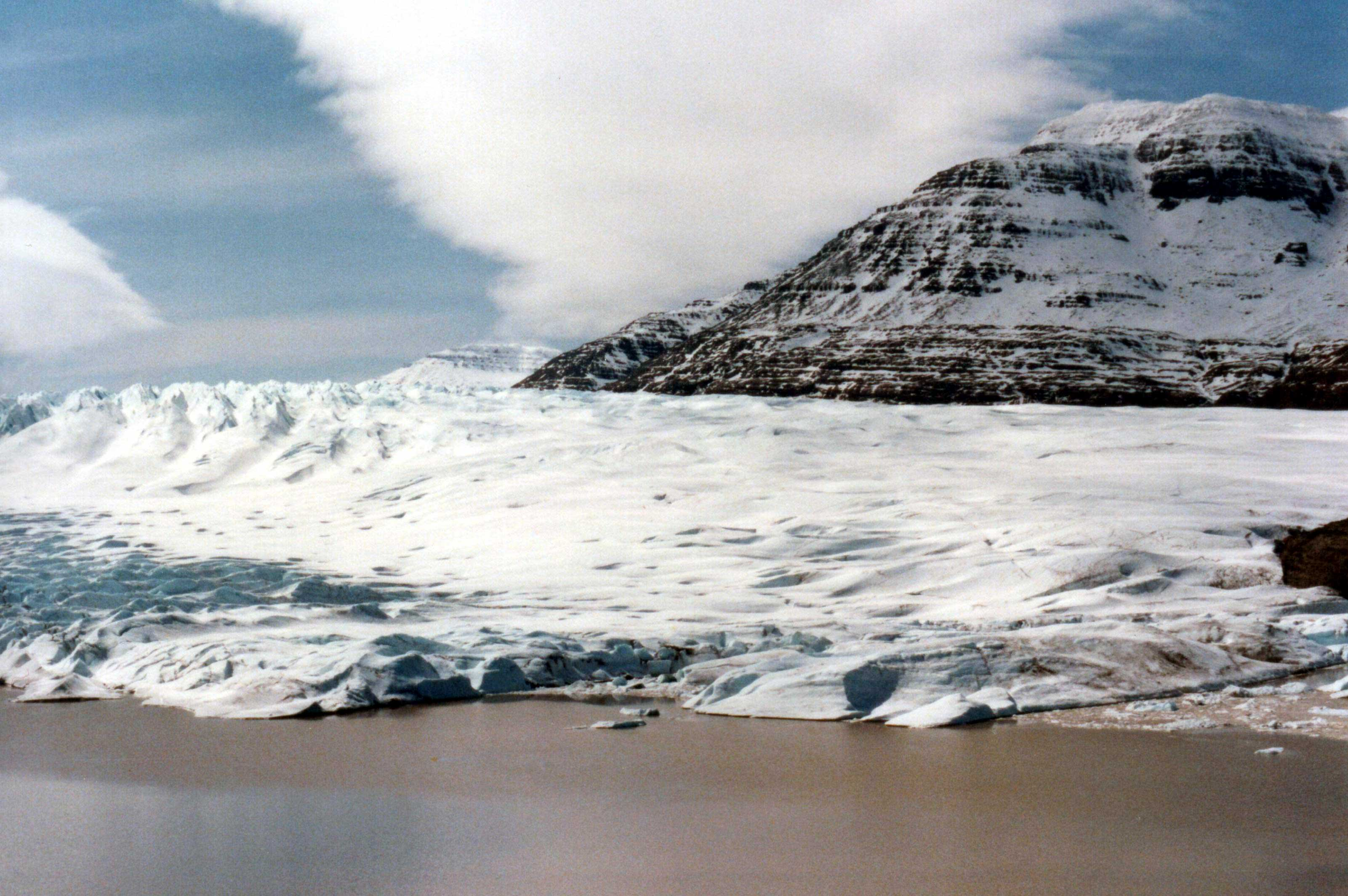
库克冰盖一道冰川的终点

岛上的最高点是位于Gallieni Massif山区的罗斯山，海拔为1,850米。位于岛屿中西部的库克冰盖（法语：Calotte Glaciaire Cook）面积约为403平方公里，是法国领土内最大的冰川。凯尔盖朗群岛上的冰川总面积约为500平方公里。
Grande Terre的海岸线崎岖复杂，有着许多大大小小的海湾、半岛、岬角等，其中最重要的一些包括：
*

## 附属岛屿
除Grande Terre外，凯尔盖朗群岛较为重要的岛屿还包括：
- 福煦岛 位于群岛北部，面积54平方公里 (49°0′S 69°17′E / 49.000°S 69.283°E).
- 圣拉娜-格拉蒙岛 位于福煦岛以西，总面积45.8平方公里。最高点海拔为480米（1,570英尺） (48°55′S 69°12′E / 48.917°S 69.200°E).
- 波特岛 群岛内的第四大卫星岛，面积43 km2（17 sq mi），岛屿中心一代海拔达340（1,120英尺）（49°11′S 69°36′E / 49.183°S 69.600°E）
- 西岛，面积33 km2（13 sq mi）（49°21′S 68°44′E / 49.350°S 68.733°E）
- Île Longue 位于群岛西南部，面积约35 km2（14 sq mi）（ 49°32′S 69°54′E / 49.533°S 69.900°E）
- Îles Nuageuses 位于群岛西北部，包括île de Croÿ, île du Roland, îles Ternay, îles d'Après，（48°37′S 68°44′E / 48.617°S 68.733°E）
- Île de Castries （48°41′S 69°29′E / 48.683°S 69.483°E）
- Îles Leygues （48°41′S 69°29′E / 48.683°S 69.483°E）
- Île Violette (49°07′S 69°40′E / 49.117°S 69.667°E)
- Île Australia （又称Île aux Rennes – Reindeer Island）面积 36.7 km2（14.2 sq mi）, 海拔 145米（476英尺）, 49°27′S 69°51′E / 49.450°S 69.850°E)
- Île Haute 最高海拔321米（1,053英尺）（49°23′S 69°55′E / 49.383°S 69.917°E）
- Île Mayès （49°28′20″S 69°55′55″E / 49.47222°S 69.93194°E）
- Îles du Prince-de-Monaco 位于岛屿南部的Audierne海湾中（49°36′S 69°14′E / 49.600°S 69.233°E）
- Îles de Boynes 包括四座小岛，位于主岛上的Presqu'ile Rallier du Baty 以南约30公里（50°01′S 68°52′E / 50.017°S 68.867°E）
- Île Altazin 情郎海湾中的一座小岛（49°38′S 69°45′E / 49.633°S 69.750°E）
- Île Gaby 情郎海湾中的一座小岛（49°39′S 69°46′E / 49.650°S 69.767°E）

## 气候
| 法兰西港，凯尔盖朗群岛 | 法兰西港，凯尔盖朗群岛 | 法兰西港，凯尔盖朗群岛 | 法兰西港，凯尔盖朗群岛 | 法兰西港，凯尔盖朗群岛 | 法兰西港，凯尔盖朗群岛 | 法兰西港，凯尔盖朗群岛 | 法兰西港，凯尔盖朗群岛 | 法兰西港，凯尔盖朗群岛 | 法兰西港，凯尔盖朗群岛 | 法兰西港，凯尔盖朗群岛 | 法兰西港，凯尔盖朗群岛 | 法兰西港，凯尔盖朗群岛 | 法兰西港，凯尔盖朗群岛 |
| 月份                   | 1月                    | 2月                    | 3月                    | 4月                    | 5月                    | 6月                    | 7月                    | 8月                    | 9月                    | 10月                   | 11月                   | 12月                   | 全年                   |
| ---------------------- | ---------------------- | ---------------------- | ---------------------- | ---------------------- | ---------------------- | ---------------------- | ---------------------- | ---------------------- | ---------------------- | ---------------------- | ---------------------- | ---------------------- | ---------------------- |
| 历史最高温 °C（°F）    | 22.3 (72.1)            | 22.3 (72.1)            | 21.0 (69.8)            | 23.0 (73.4)            | 16.8 (62.2)            | 14.5 (58.1)            | 13.4 (56.1)            | 14.4 (57.9)            | 15.8 (60.4)            | 19.1 (66.4)            | 21.3 (70.3)            | 21.6 (70.9)            | 23.0 (73.4)            |
| 平均高温 °C（°F）      | 11.1 (52.0)            | 11.5 (52.7)            | 10.5 (50.9)            | 9.0 (48.2)             | 6.7 (44.1)             | 5.2 (41.4)             | 4.7 (40.5)             | 4.6 (40.3)             | 5.3 (41.5)             | 7.0 (44.6)             | 8.6 (47.5)             | 10.1 (50.2)            | 7.8 (46.0)             |
| 日均气温 °C（°F）      | 7.8 (46.0)             | 8.2 (46.8)             | 7.3 (45.1)             | 6.1 (43.0)             | 4.2 (39.6)             | 2.8 (37.0)             | 2.2 (36.0)             | 2.1 (35.8)             | 2.5 (36.5)             | 3.9 (39.0)             | 5.3 (41.5)             | 6.8 (44.2)             | 4.9 (40.8)             |
| 平均低温 °C（°F）      | 4.4 (39.9)             | 4.7 (40.5)             | 4.1 (39.4)             | 3.2 (37.8)             | 1.5 (34.7)             | 0.4 (32.7)             | −0.3 (31.5)            | −0.4 (31.3)            | −0.2 (31.6)            | 0.7 (33.3)             | 2.0 (35.6)             | 3.4 (38.1)             | 1.9 (35.4)             |
| 历史最低温 °C（°F）    | −1.5 (29.3)            | −1.0 (30.2)            | −0.9 (30.4)            | −2.7 (27.1)            | −5.9 (21.4)            | −8.3 (17.1)            | −8.0 (17.6)            | −9.5 (14.9)            | −7.7 (18.1)            | −5.0 (23.0)            | −3.7 (25.3)            | −1.2 (29.8)            | −9.5 (14.9)            |
| 平均降水量 mm（）      | 72.2 (2.84)            | 49.5 (1.95)            | 57.5 (2.26)            | 59.6 (2.35)            | 59.9 (2.36)            | 75.9 (2.99)            | 62.9 (2.48)            | 63.4 (2.50)            | 62.3 (2.45)            | 59.3 (2.33)            | 51.9 (2.04)            | 55.1 (2.17)            | 729.5 (28.72)          |
| 平均相對濕度（％）     | 78                     | 79                     | 82                     | 86                     | 88                     | 89                     | 89                     | 87                     | 84                     | 80                     | 75                     | 77                     | 83                     |
| 来源：MeteoStats       |                        |                        |                        |                        |                        |                        |                        |                        |                        |                        |                        |                        |                        |

## 外部連結
- .   [2007-04-02]. （原始内容存档于2003-04-13）.Including a toponymy index.
- Personal site with many pictures
- Rocket launches on the Kerguelen Islands
- .   [2020-12-12]. （原始内容存档于2012-11-29）.

template:Districts of the French Southern and Antarctic Lands
template:Important Bird Areas of French Southern Territories
49°15′S 69°10′E / 49.250°S 69.167°E